# Temeraire
Temeraire is een fantasyboek van de Amerikaanse schrijfster Naomi Novik uit 2006 en het eerste deel van de Temeraire-reeks.
De Temeraire-verhalen spelen zich af ten tijde van de napoleontische oorlogen; de door Napoleon gevoerde oorlogen tussen 1804 en 1815, maar in een alternatieve wereld waarin draken bestaan. Deze draken worden door zowel Frankrijk als Engeland gebruikt in de oorlog.

## Verhaal
Het Engelse oorlogsschip Reliant overmeestert het Franse schip Amitié. Aan boord vinden de Engelsen een drakenei. Wanneer het ei uitkomt kiest het draakje kapitein William Laurence als zijn begeleider. Eenmaal in Engeland aangekomen wordt Laurence samen met de draak, die hij Temeraire genoemd heeft, naar een trainingskamp in Schotland gestuurd om te worden klaargestoomd voor de oorlog tegen de Fransen.

## Temeraire-reeks
- 2006 - Temeraire (His Majesty's Dragon)
- 2006 - De Jaden Troon (Throne of Jade)
- 2006 - De Buskruitoorlog (Black Powder War)
- 2007 - Het Ivoren Rijk (Empire of Ivory)
- 2008 - De zege van de adelaars (Victory of Eagles)
- 2010 - Tong Van De Draak (Tongues of Serpents)
- 2012 - ... (Crucible of Gold)
- 2013 - ... (Blood of Tyrants)
- 2016 - ... (League of Dragons)